# کلیسای کهن (دلفت)

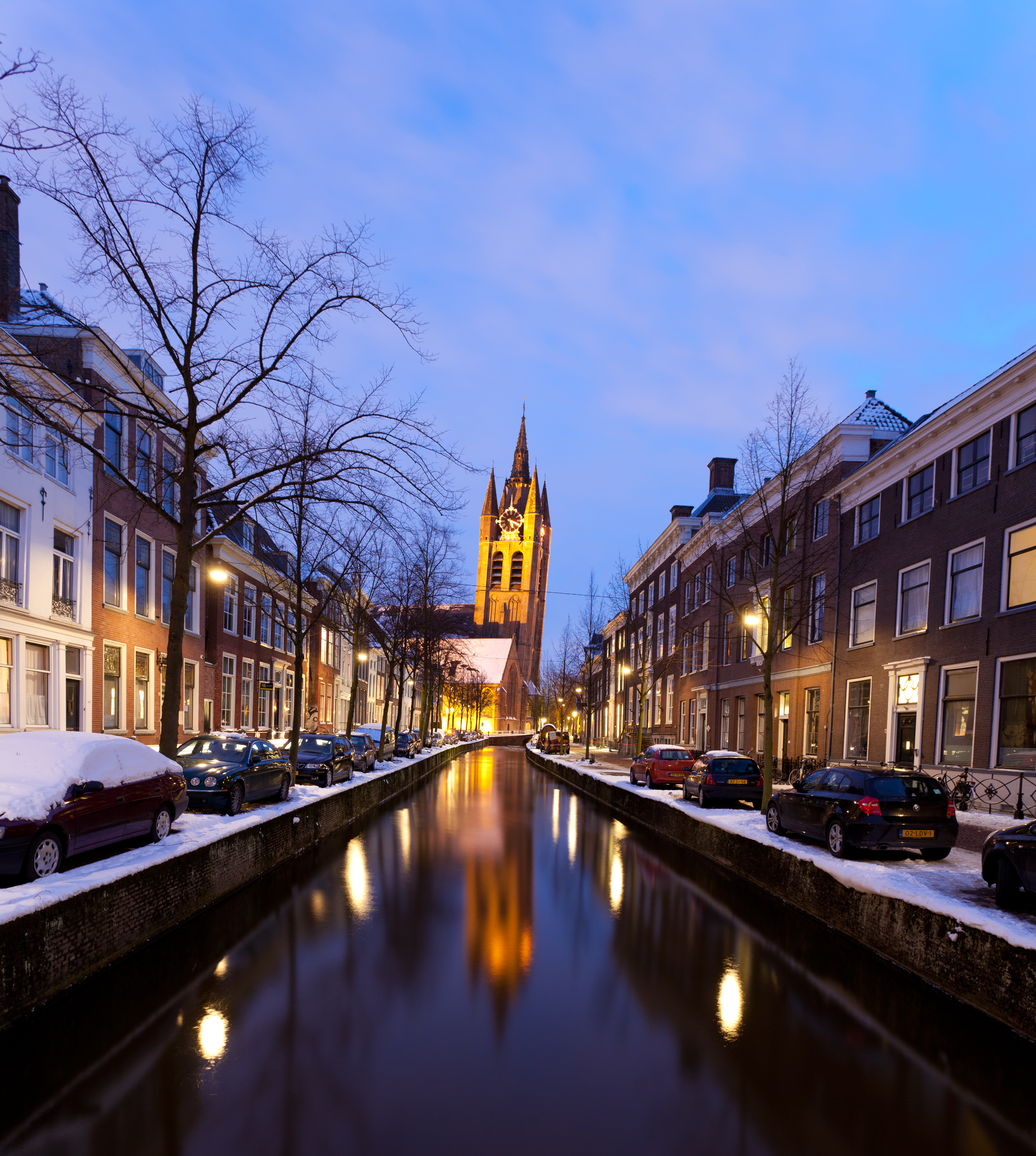
"کلیسای کهن" در دلفت

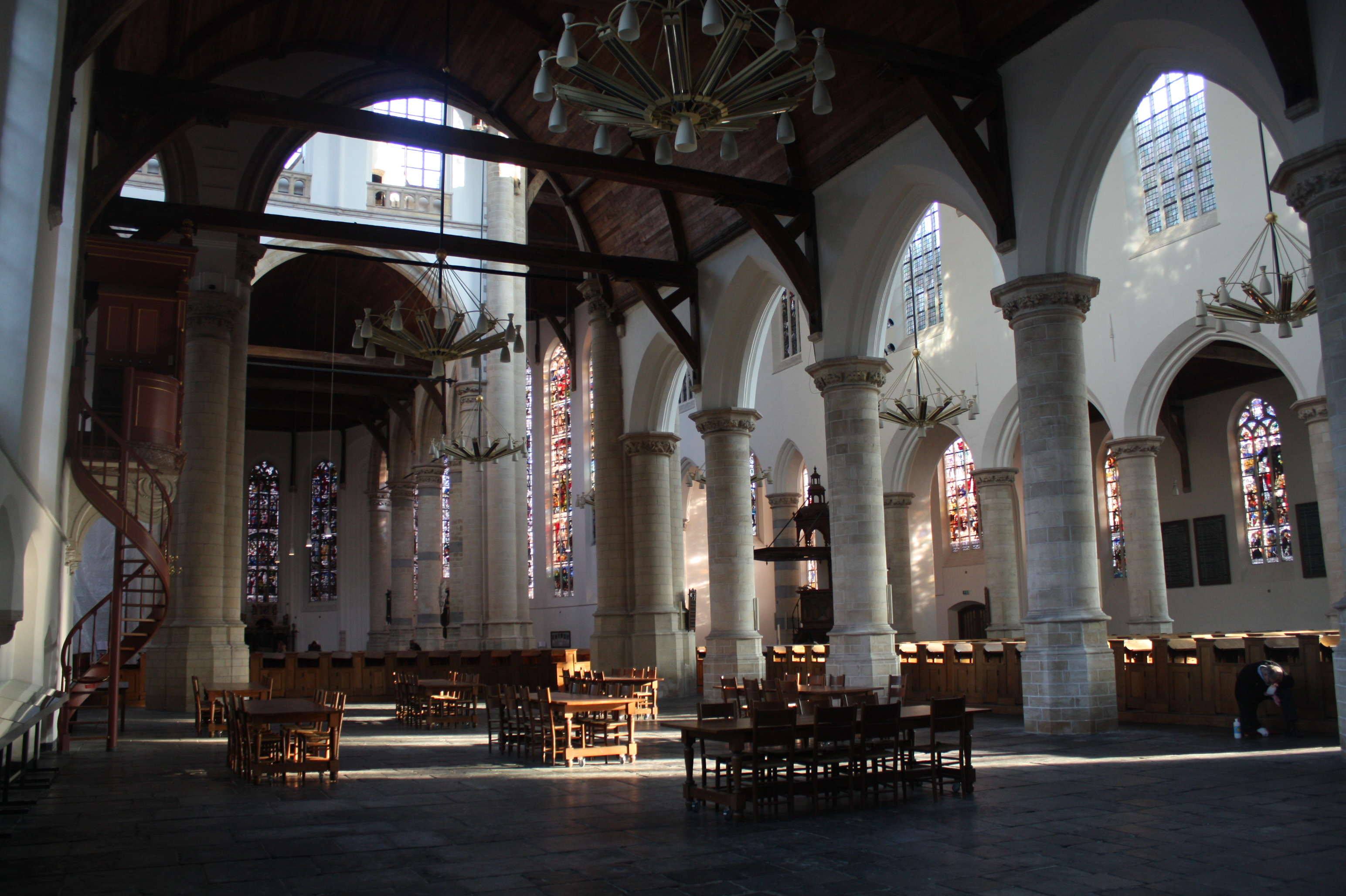
نمایی از درون "کلیسای کهن" در دلفت

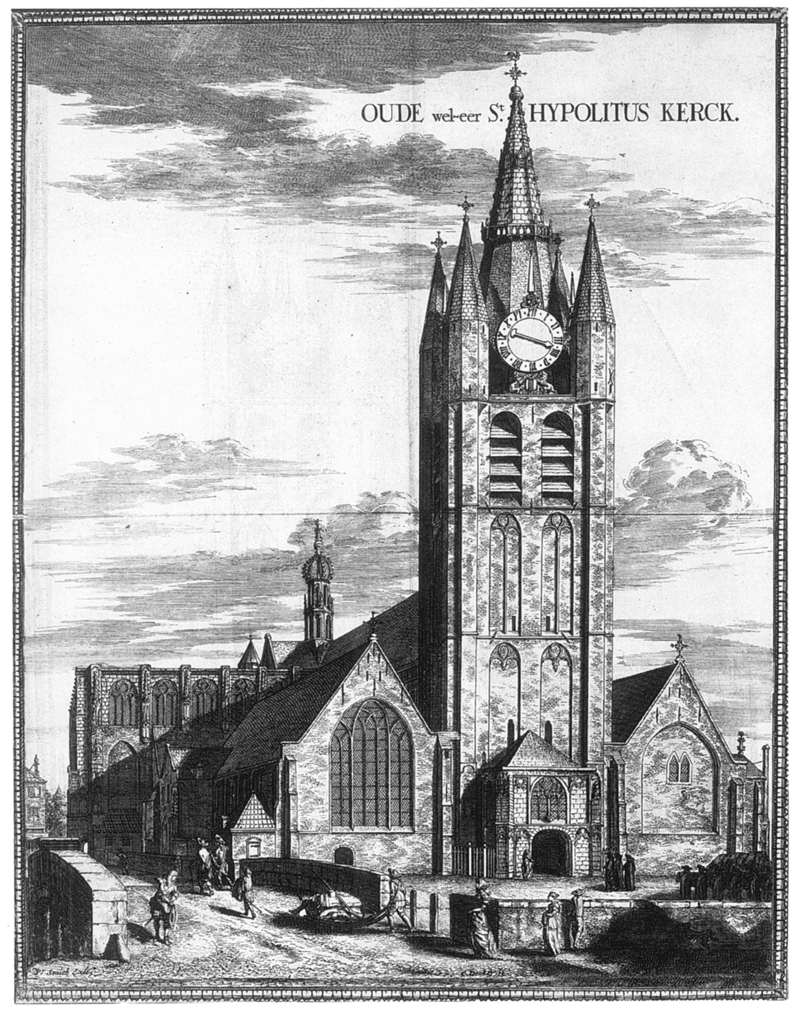
طرحی از "کلیسای کهن" در دلفت در سده هفدهم میلادی، اثر کونارت دکر

کلیسای کهن (آودِ کِرک، به هلندی: Oude Kerk) نام یک کلیسای تاریخی پروتستان در شهر دلفت در هلند است. شهرت این کلیسا به ویژه از بابت برج کج آن است. این برج همچنین به این خاطر به نام "برج پیزای دلفت" هم نامیده می‌شود و در زمزه جاذبه‌های گردشگری در دلفت است.

## پیشینه
برج کلیسای کهن دلفت در سال 1246 میلادی ساخته شده و بلندی آن 75 متر است. سه ارگ بادی کلیسایی نیز در کلیسا نگهداری می‌شود که پیشینه ورود آنها به کلیسا به سال 1857 باز می گردد.
این کلیسا همچنان در روزهای یکشنبه و مراسم رسمی مسیحی مورد کاربرد قرار می گیرد.
فضای درونی کلیسا به دلیل وجود پیکره‌های کهن و شیشه‌های رنگی قدیمی مورد توجه دوستداران تاریخ و هنر است. بخشی از کلیسا در جریان آتش سوزی مهیب سال 1536 آسیب دید. در حال حاضر به جز مناسب‌های بسیار مهم، از ناقوس کلیسا به دلیل عظمت صدا و تاثیر احتمالی آسیب زدن به برج استفاده نمی‌شود.

## آرامگاه خانواده سلطنتی هلند
در نزدیکی کلیسای کهن دلفت (کلیسای نو) بسیاری از اعضای خانواده سلطنتی هلند دفن شده اند، از جمله ملکه ویلمینا در این محل به خاک سپرده شده است. مراسم یادبود شاهزاده فریسو، برادر پادشاه کنونی هلند در کلیسای کهن دلفت برگزار شد.